# Arthrostoma
Arthrostoma ist eine Gattung parasitischer Hakenwürmer mit fünf Arten. Die Arten kommen bei Katzen, Schleichkatzen, Hunden und Mardern in Asien und Ozeanien vor.

## Merkmale
Charakteristisch für die Gattung ist die aus acht bis zehn miteinander verbundenen Platten bestehende Mundkapsel. Die Schneidplatten in der Mundöffnung sind gering entwickelt.

## Systematik
Die Gattung wird von Hodda (2022) in die Tribus Ancylostomatini und hier in die Untertribus Arthrocephalinii eingeordnet. Zur Gattung gehören folgende Arten:
- Arthrostoma cheni Kou, 1958
- Arthrostoma hunanensis Cheng & Shen, 1982
- Arthrostoma miyazakiense Nagayosi, 1955
- Arthrostoma pagumae Gupta & Kalia, 1984
- Arthrostoma tunkanati Inglis & Ogden, 1965